# Giovanni Sallustio Peruzzi
Giovanni Sallustio Peruzzi (Sienne, 1511 ou 1512 - Autriche, entre le  6 mai et le 24 novembre 1572) est un architecte italien du XVIe siècle, le fils de Baldassarre Peruzzi.

## Biographie
À Rome, Giovanni Sallustio Peruzzi établit le projet de l'entrée noble du Castel Sant'Angelo, le projet et le début de la reconstruction de l'église Santa Maria in Traspontina in Borgo dont le travertin de la façade fut prélevé sur le Colisée (Nyborg[Quoi ?]).
Il collabora avec Pirro Ligorio à la Casina (résidence) du pape Pie IV.
Il dirigea la construction des murs du Ghetto de Rome construits aux frais de la communauté juive.
Après 1567, il partit à Vienne, où il travailla comme ingénieur et architecte de l'empereur Maximilien II.

## Sources
- (en) Cet article est partiellement ou en totalité issu de l’article de Wikipédia en anglais intitulé « Giovanni Sallustio Peruzzi » (voir la liste des auteurs).